# Mládí v hajzlu
Mládí v hajzlu (anglicky: Youth in Revolt) je série knih od amerického spisovatele C. D. Payna. Do češtiny přeložila Tamara Váňová (1. až 6. díl) a Naďa Funioková (7. až 9. díl) . Je určena především pro dospívající. V ich-formě pojednává o fiktivním pubertálním chlapci Nicku Twispovi, který pochází z Oaklandu v Kalifornii. V šestém díle, Mladík v Nevadě, je již pouze okrajovou postavou – zde je hlavní postavou jeho bratr (Noel Lance Wescott – později Jake Twisp), žijící ve městě Winnemucca v Nevadě, v sedmém díle Mládí furt v hajzlu čtenář prochází deníkem Nickova syna Scotta Twispa, a konečně v osmý díl vypráví příběh Nicka a jeho druhého syna Nicka Twispa II.

## Stručné shrnutí děje
Celá heptalogie je vlastně eskapáda Nickových pohrom. Nick žije v rozvedené rodině, často mívá konflikty se svými rodiči. Na dovolené u jezera Clear Lake se seznámí s krásnou a chytrou Sheeni Saundersovou (žijící v Ukiahu). Nick se do ní ihned zamiluje, ale radost mu kazí jeho sok v lásce – Trent Preston. Trent se s Sheeni zná už od útlého dětství a je stejně jako ona pohledný a inteligentní. Po ukončení dovolené se Nick stará o společného psa Alberta a je s Sheeni v kontaktu. Následně se Nickovi z důvodu jeho zamilovanosti hroutí svět pod rukama: musí začít chodit do státní školy, zapálí půlku Berkley a jeho kamarád – Leroy (avšak každý mu z důvodu jeho hendikepu pohlavního ústrojí říká Levák) ho zradí. Je stíhán FBI, proto se nějakou dobu převléká za dívku, poté si nechá pomocí plastické operace změnit obličej a utíká s Sheeni do Francie, kde se později musí začít vydávat za postarší dámu a cestovat s cirkusem. Nakonec je ale přece jen zatčen a v USA je na řádku let zavřen do nápravného zařízení. Zajímavostí je, že v pátém díle, tedy při pobytu ve Francii, se objevují i české postavy – například dívka od cirkusu Reina Veselá z Prahy. Šestý díl odkrývá vývoj po Nickově chycení, a to prostřednictvím deníku jeho mladšího bratra Jakea Twispa. Sedmý díl zachycuje – prostřednictvím deníku Nickova syna Scotta Twispa – Nickova otcovská léta, v nichž se do děje přímo vrací i jeho věčná láska Sheeni. Konečně osmý díl, odehrávající se 38 let od začátku celé série, popisuje snahy starého Nicka a jeho druhého syna Nicka Twispa II o natočení filmu o svém vlastním životě.

## Jednotlivé díly
- 1. díl – Mládí v hajzlu: Mladík v odboji (Youth in Revolt)
- 2. díl – Mládí v hajzlu: Mladík v okovech (Youth in Bondage)
- 3. díl – Mládí v hajzlu: Mladík v exilu (Youth in Exile)
- 4. díl – Mládí v hajzlu: Mladík v chomoutu (Revolting Youth)
- 5. díl – Mládí v hajzlu: Mladík pod pantoflem (Young and Revolting)
- 6. díl – Mládí v hajzlu: Mladík v Nevadě (Revoltingly Young)
- 7. díl – Mládí furt v hajzlu (Son of Youth in Revolt)
- 8. díl – Mládí imrvére v hajzlu: aneb Geny nezapřeš (Revolt at the Beach: More Twisp Family Chronicles)
- 9. díl – Mládí v hajzlu: Povolení prudit (Licensed to Revolt)
- 10. díl – Mládí v hajzlu: Nadržený rebel
- 11. díl – Mládí v hajzlu: Z deště pod okap

## Filmová adaptace
- Mládí v hajzlu (anglicky Youth in Revolt) – americká komedie z roku 2009. Režie: Miguel Arteta, hrají: Michael Cera, Justin Long, Steve Buscemi